# Referéndum sobre el estatus político de San Eustaquio de 1994
Un referéndum sobre estatus político tuvo lugar en San Eustaquio el 14 de octubre de 1994, junto a referéndums simultáneos en Bonaire, en Saba y en Sint Maarten. Una mayoría votó para mantener el statu quo.

## Resultado
| Opción                              | Votos | %    |
| ----------------------------------- | ----- | ---- |
| Statu quo                           |       | 90,7 |
| Autonomía                           |       | 6,8  |
| Integración con los Países Bajos    |       | 2,3  |
| Independencia                       |       | 0,2  |
| Votos en blanco/nulos               |       | –    |
| Total                               |       | 100  |
| Electores registrados/participación |       | 44,0 |
| Fuente: Direct Democracy            |       |      |